# Peter Mosbacher
Peter Mosbacher (de son vrai nom Ludwig Hermann Mosbacher, né le 17 février 1912 à Mannheim, mort le 9 octobre 1977 à Kempfenhausen) est un acteur allemand.

## Biographie
Mosbacher veut d'abord devenir un pilote sportif, mais après un grave accident de moto, il suit le conseil de son ancien camarade de classe Carl Raddatz et prend des cours de théâtre dès 1936. Il joue à Mannheim, Darmstadt et Düsseldorf. En 1941, il vient au Deutsches Theater de Berlin. En 1945, il joue au théâtre Thalia de Hambourg puis suit en 1949 Boleslaw Barlog dans les théâtres berlinois. Il devient plus tard metteur en scène.
En 1943, il débute au cinéma. Il joue le plus souvent les méchants dans des seconds rôles. À la fin de sa carrière, il apparaît à la télévision.
Il épouse l'actrice Edith Schneider et a un fils, Manuel, qui sera metteur en scène.

## Filmographie partielle
- 1943 : Le Chant de la métropole
- 1949 : Die letzte Nacht
- 1950 : Petite Maman
- 1951 : Schwarze Augen
- 1952 : Pension Schöller de Georg Jacoby
- 1953 : Das Dorf unterm Himmel
- 1953 : Der keusche Josef
- 1953: Rote Rosen, rote Lippen, roter Wein
- 1954: Ein Leben für Do
- 1954: Das ideale Brautpaar
- 1954: L'Amiral Canaris
- 1955: Le 20 Juillet
- 1955: Hotel Adlon
- 1955: Roman einer Siebzehnjährigen
- 1956: Die ganze Welt singt nur Amore
- 1956: Liane la sauvageonne
- 1956: Salzburger Geschichten
- 1957: Die Letzten werden die Ersten sein
- 1957: Es wird alles wieder gut
- 1957: Le Renard de Paris
- 1958 : Peter Foss, le voleur de millions (Peter Voss, der Millionendieb) de Wolfgang Becker
- 1958: Bien joué mesdames ( Hoppla, jetzt kommt Eddie)
- 1958: Romarei, das Mädchen mit den grünen Augen
- 1959: Peter Voss – der Held des Tages
- 1959 : Filles de proie
- 1963 : Heimweh nach St. Pauli
- 1964 : Freddy, Tiere, Sensationen
- 1965 : Le Masque de Fu-Manchu
- 1967 : Diaboliquement vôtre
- 1968 : Im Banne des Unheimlichen
- 1971 : Das Messer

## Crédit d'auteurs
- (de) Cet article est partiellement ou en totalité issu de l’article de Wikipédia en allemand intitulé « Peter Mosbacher » (voir la liste des auteurs).